# Radhika Jha
Radhika Jha (1970) nacida en Delhi, India, es una novelista ganadora del premio francés Prix Guerlain en 2002 por su primera novela, Smell .

## Vida personal
Jha nació en Nueva Delhi en 1970 y creció en Mumbai . Vivió en Tokio durante 6 años sumergiéndose completamente en todos los aspectos de la cultura y la vida japonesa. Posteriormente se mudó a Beijing y ahora reside en Atenas con su esposo y sus dos hijos. 

## Trayectoria
Jha estudió antropología en Amherst College, Massachusetts, hizo su maestría en ciencias políticas en la Universidad de Chicago y vivió en París como estudiante de intercambio.  Otro aspecto destacable es que Jha también es una bailarina Odissi entrenada.
Comenzó su carrera como periodista y trabajó para Hindustan Times y Business World escribiendo sobre cultura, medio ambiente y economía. También desarrolló su trabajo para la Fundación Rajiv Gandhi, donde puso en marcha el proyecto Interact para la educación de los hijos de las víctimas del terrorismo en diferentes partes de la India.
Smell fue su primera novela publicada en el año1999.

## Libros
- Olor, Soho Press 1999ISBN 9781569472415
- El elefante y el maruti: historias, Penguin Books 2003ISBN 9780143030454
- Linternas en sus cuernos, 2009ISBN 9781905636655
- Mi hermosa sombra, HarperCollins 2014ISBN 978-1-909762-47-3